# IEEE 1394

A FireWire ikonja

6 illetve 4 tűs FireWire csatlakozó

Az IEEE 1394 egy nagy sávszélességű adatkábel, az Apple által használt neve FireWire (magyarul kb.: tüzes drót) , illetve a hozzá tartozó IEEE szabvány, ami gyors kommunikációt tesz lehetővé a személyi számítógépeken. A Sony az i.Link elnevezést használja.
A szabványt az Apple alkotta meg 1995-ben. Az USB-hez hasonló, kevésbé elterjedt, de nagyobb sebességű:  (IEEE 1394a) 400 és  (IEEE 1394b) 800 Mbit/s-os változata létezik. Alkalmazása leginkább az Apple, Sony, Dell laptopokra és a digitális kamerákra jellemző, de asztali számítógépeken is megtalálható.
A FireWire soros kommunikációs szabvány, a párhuzamos SCSI leváltására hozták létre. Legfeljebb 63 eszköz kapcsolható össze vele kör nélküli topológiába (azaz sorba lehet kötni, visszacsatolni viszont nem). Támogatja a Plug and Play-t és a hot swapping-et. Ad hoc hálózatok építésére is használható.
A FireWire szabvány továbbfejlesztése során született a FireWire 800, mely még nagyobb, 800 Mbit/s sebességű adatátvitelt tesz lehetővé. Ennek használatához egy újabb, 9 érintkezős csatlakozót vezettek be, ami azonban visszafelé kompatibilis a korábbi szabvánnyal. Ez azt jelenti, hogy a FireWire 800 szabványú csatlakozóval ellátott számítógépekre ugyanezen a porton keresztül, megfelelő kialakítású kábellel csatlakoztathatók FW400-as eszközök. Az Apple 2009-ben megjelent ún. Unibody kialakítású MacBook Pro laptopjain például már nem különül el a korábban két külön csatlakozóval képviselt Firewire 400 és 800, helyette csak egyetlen FireWire 800 csatlakozó került a gépre, amire a megfelelő átalakító kábel segítségével lehet rákötni a FW400 szabványú eszközöket.